# Mycetina perpulchra
Mycetina perpulchra is een keversoort uit de familie zwamkevers (Endomychidae). De wetenschappelijke naam van de soort werd in 1838 gepubliceerd door Edward Newman.